# The Demon Dog
The Demon Dog è un cortometraggio muto del 1911 diretto da Lewin Fitzhamon.

## Trama
Un papà sogna che un bulldog, un cane giocattolo, diventi più grande crescendo a dismisura.

## Produzione
Il film fu prodotto dalla Hepworth.

## Distribuzione
Distribuito dalla Hepworth, il film - un cortometraggio di 129,6 metri - uscì nelle sale cinematografiche britanniche nel luglio 1911.
Si conoscono pochi dati del film che, prodotto dalla Hepworth, fu distrutto nel 1924 dallo stesso produttore, Cecil M. Hepworth. Fallito, in gravissime difficoltà finanziarie, il produttore pensò in questo modo di poter almeno recuperare il nitrato d'argento della pellicola.